# Asplenium trichomanes x ruta muraria
Asplenium trichomanes x ruta muraria là một loài dương xỉ trong họ Aspleniaceae. Loài này được Archers. mô tả khoa học đầu tiên năm 1896.
Danh pháp khoa học của loài này chưa được làm sáng tỏ. 

## Hình ảnh

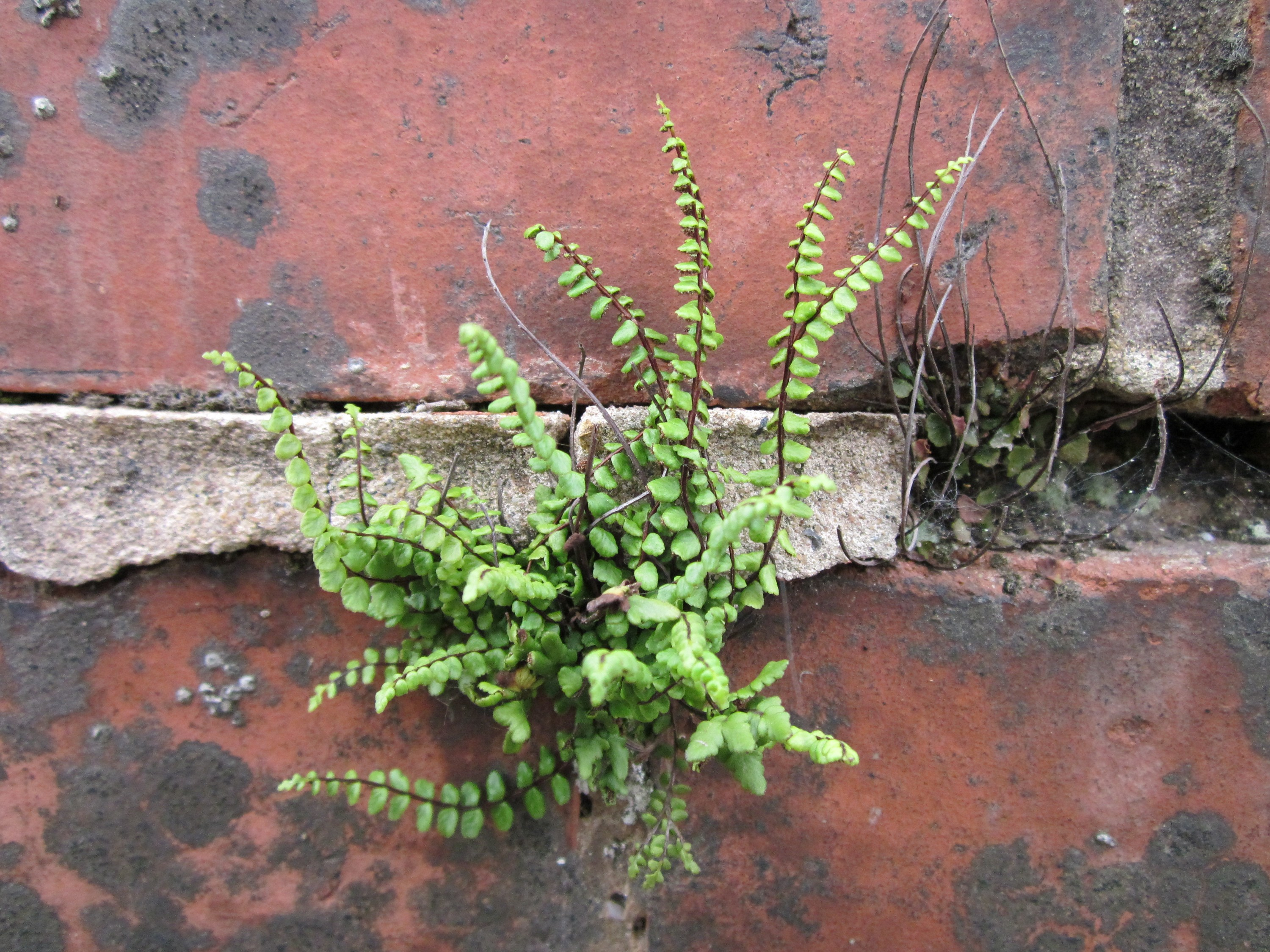
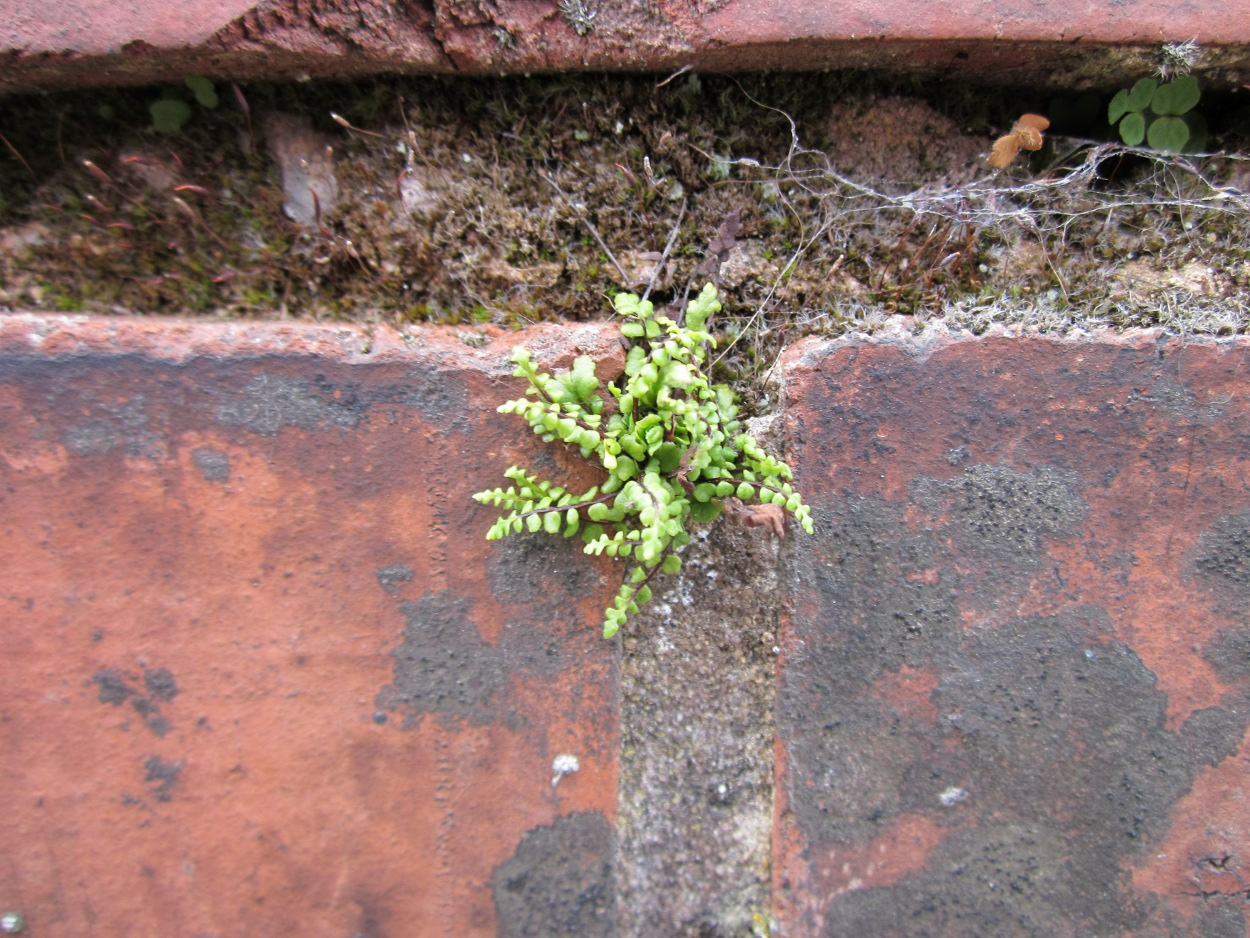
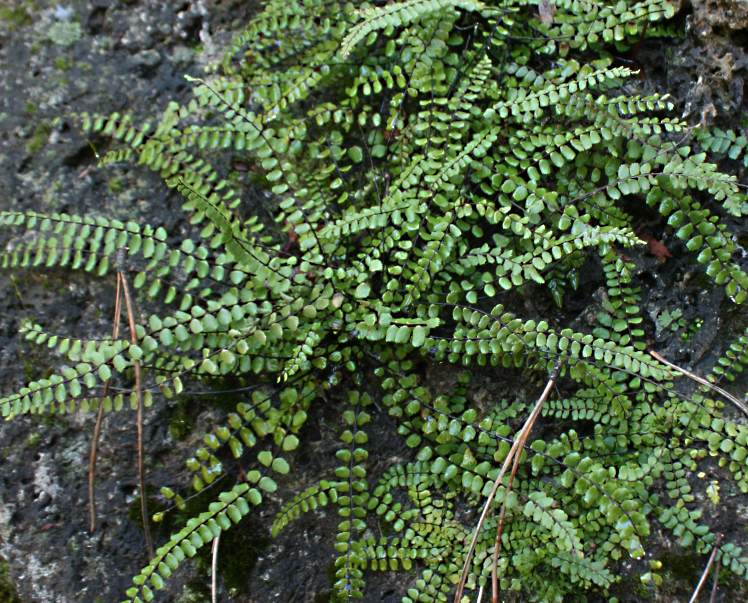
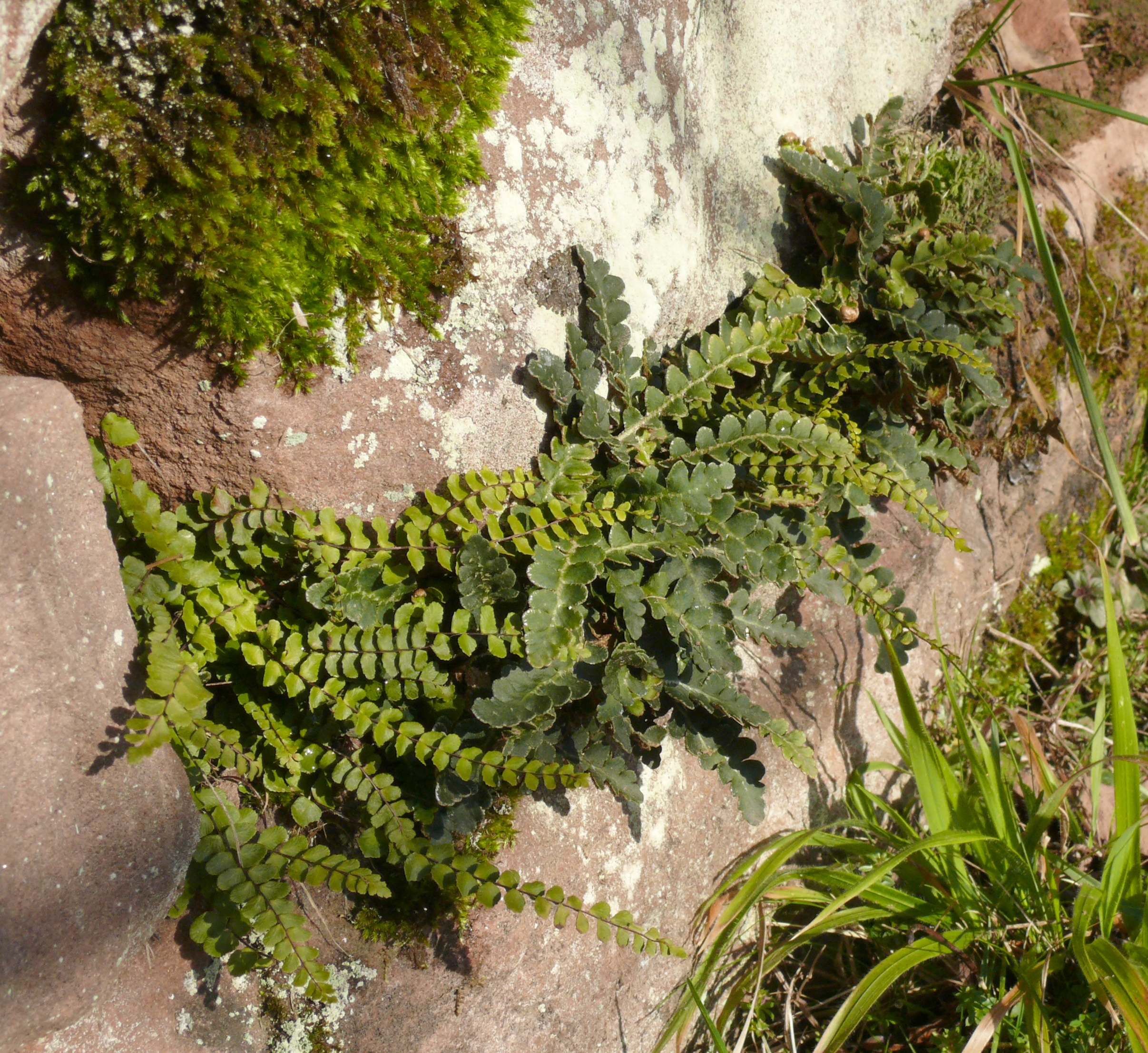